# Tim Eekman
Tim Eekman (Ridderkerk, 5 augustus 1991) is een voormalig profvoetballer die doorgaans als verdediger speelde.

## Loopbaan
Hij speelde in de jeugd voor VV Rijsoord en Feyenoord. Eekman maakte zijn debuut in het betaald voetbal voor Excelsior op 23 januari 2011, in de met 3-0 verloren uitwedstrijd tegen Roda JC Kerkrade. Hij stond vier seizoenen onder contract bij de Rotterdammers voordat hij, na een mislukte stage bij RKC Waalwijk, de overstap maakte naar BVV Barendrecht. Na vier seizoenen besloot Eekman over te stappen naar competitiegenoot Kozakken Boys. Echter op 8 januari 2019 werd bekend dat Eekman in de zomer van 2019 weer zou terugkeren op Sportpark de Bongerd.
Eekman maakte deel uit van de Nederlandse selecties op het Europees kampioenschap voetbal mannen onder 17 - 2008,  halve finale haalde, en het Europees kampioenschap voetbal mannen onder 19 - 2010.

## Clubstatistieken
| Seizoen | Club          | Competitie     | Duels | Goals |
| ------- | ------------- | -------------- | ----- | ----- |
| 2010/11 | SBV Excelsior | Eredivisie     | 5     | 0     |
| 2011/12 | SBV Excelsior | Eredivisie     | 10    | 0     |
| 2012/13 | SBV Excelsior | Jupiler League | 20    | 0     |
| 2013/14 | SBV Excelsior | Jupiler League | 12    | 0     |
| Totaal  | Totaal        | Totaal         | 47    | 0     |